# Městský stadion Opava
Městský stadion v Opavě, Stadion v Městských sadech či od roku 2025 sponzorským názvem Simply Arena je částečně zastřešený fotbalový stadion anglického typu nacházející se v Městských sadech v Opavě. Stadion byl postaven v roce 1973 na místě původního hřiště DSV Troppau.
Využívá ho fotbalový klub SFC Opava, který ho má v pronájmu od vlastníka – města Opavy. Občas se zde hrají mezinárodní zápasy juniorských fotbalových reprezentací. Jeho kapacita činí 7 547 míst na čtyřech tribunách, z toho část nekrytých, všechna místa jsou k sezení. Nejvyšší návštěva byla 15 300 diváků. Stadion je osvětlen, jeho osvětlení má 1 200 luxů. Ke stadionu je přičleněn hotel a parkoviště.
V letní přestávce roku 2018 po postupu klubu do první ligy se začal budovat povinný vyhřívaný trávník. Jelikož práce trvaly i po začátku nové sezóny, odehrál SFC svá úvodní domácí utkání v azylu na stadionu v Brně.
Povodeň v září 2024 stadion vážně poškodila, domácí klub sehrál zápasy v Hlučíně, Jihlavě a v Dolním Benešově. Stadion byl po rekonstrukci znovu otevřen v červenci 2025, nejdříve bez jedné tribuny a klubového zázemí. Dokončení rekonstrukce je plánováno v září 2025.